# شهرستان رینولدز (میزوری)
شهرستان رینولدز، میزوری (به انگلیسی: Reynolds County, Missouri) یک سکونتگاه مسکونی در ایالات متحده آمریکا است که در میزوری واقع شده‌است.